# Spillebad

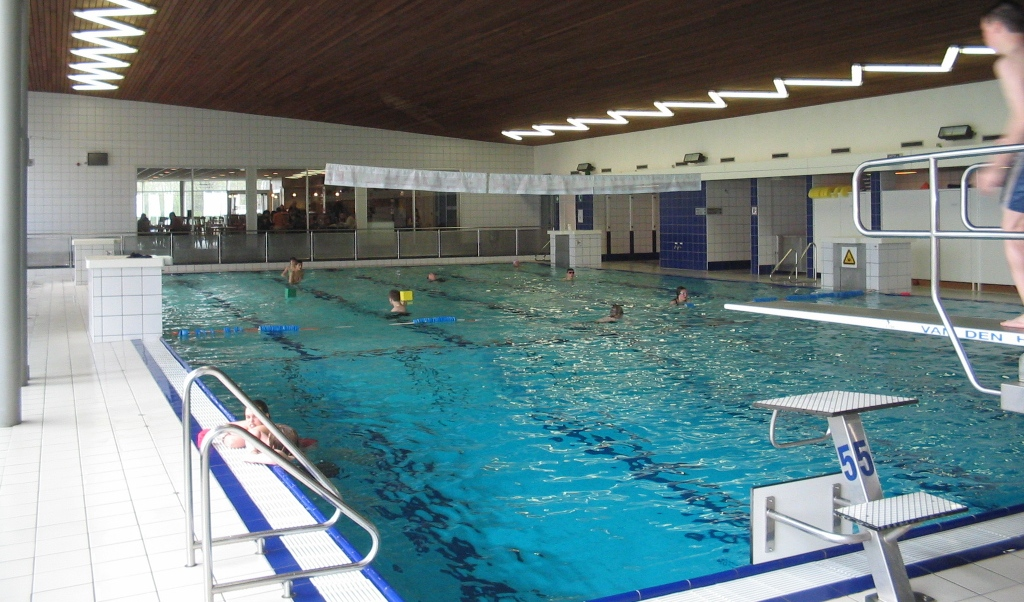
Het Deburghgraevebad

Het Spillebad was een zwembad in de Belgische stad Roeselare.

## Geschiedenis
In 1929 opende met het openluchtzwembad vlak bij het kleine bassin het eerste zwembad in Roeselare. Dit werd later omgebouwd tot een groter openluchtzwembad. Na de sluiting ervan werd het na jaren verkommeren afgebroken om plaats te maken voor een stadspark rond het kleine bassin en de ronde kom.
Het eerste overdekte zwembad dateerde van 1972 en heropende in 2004 na een grondige renovatie naar aanleiding van nieuwe regelgeving omtrent milieu en veiligheid. Het 25-meterbad werd opnieuw betegeld en werd hernoemd als Deburghgraevebad, als ode aan zwemkampioen Frédérik Deburghgraeve die zijn eerste zwemlessen in het bad had gehad. Het zwembad was vanaf september 2002 anderhalf jaar gesloten voor de verbouwingen, door onverwachte technische hindernissen en vertraging bij de vergunningsprocedures. Het wedstrijdbad bleef nagenoeg onveranderd, maar er kwamen 3 extra baden en een apart bad voor de glijbaan bij.
Het zwembad bestond na de renovatie uit:
- wedstrijdbad voor publiekzwemmen, zwemlessen, trainingen van de zwemclub, wedstrijden van de zwemclub en trainingen van de waterpoloclub;
- instructiebad voor publiekzwemmen, zwemlessen en watergewenning;
- peuterbad voor publiekzwemmen en watergewenning;
- Whirlpool met onderwaterverlichting, een hydrojet (waterstralen) en een blower (luchtbellen).

Het Spillebad sloot definitief de deuren op 5 augustus 2018 om plaats te maken voor het nieuwe zwembad te Schiervelde.

## Nieuw zwembad
De plannen voor een nieuw zwembadcomplex in de wijk Schiervelde werden op 19 september 2016 goedgekeurd door de gemeenteraad. Het zwembadcomplex maakt deel uit van het nieuwe Sportoase Schiervelde, waarin Stad Roeselare bijna 20 miljoen euro investeerde. Het complex opende in augustus 2018.
Het nieuwe zwembadcomplex bestaat uit:
- sportzwembad van 525 vierkante meter waarvan men het kan onderverdelen in 8 competitiebanen;
- recreatiebad met golfslaginstallatie;
- wildwaterbaan van 60 meter;
- duoglijbaan;
- familieglijbaan met verlichting;
- Peuterbad;
- welnesszone;
- Fitnessruimte.